# Krystyna Wojtyna-Drouet

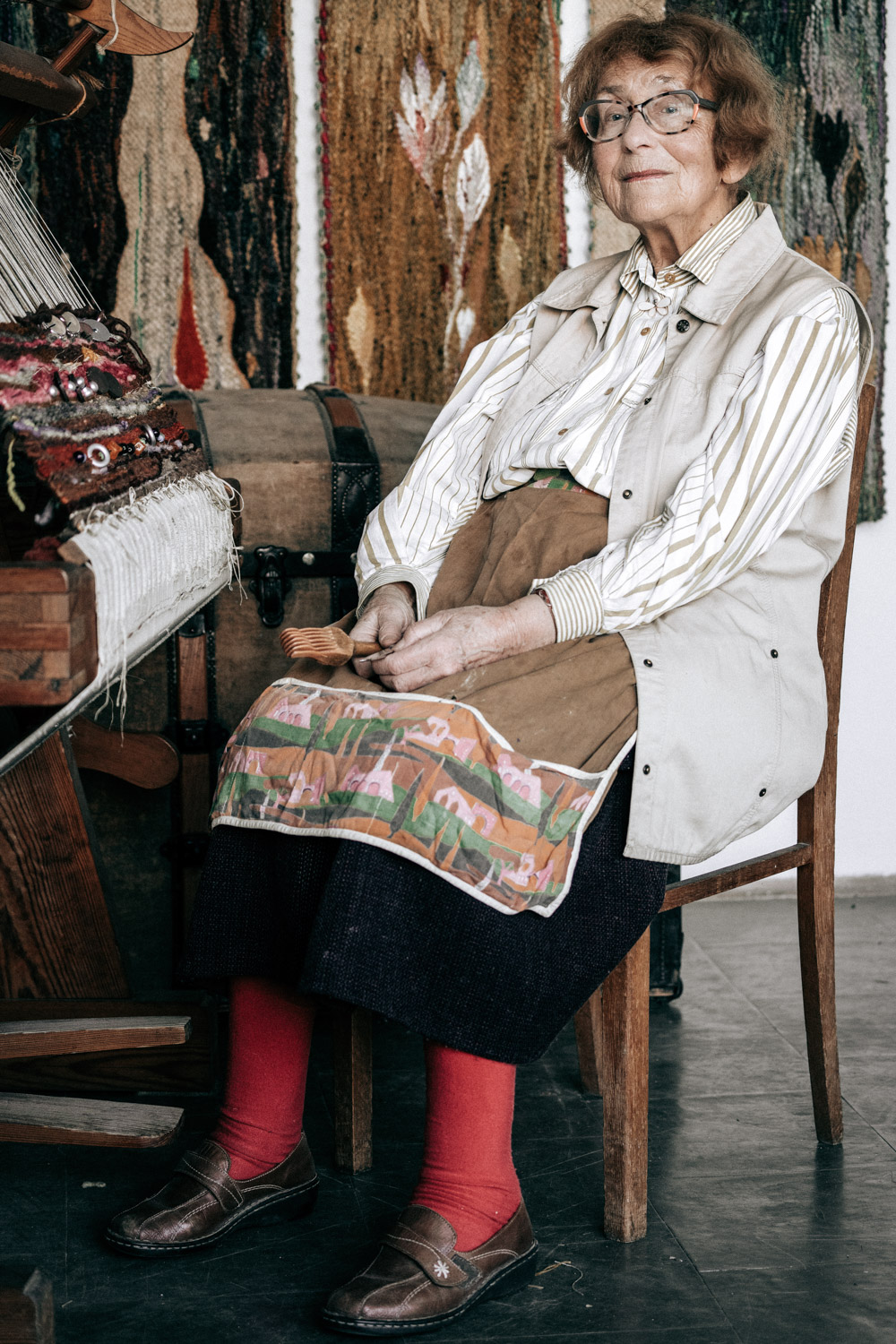
2020. Krystyna Wojtyna-Drouet

Krystyna Wojtyna-Drouet (geb. 4. Januar 1926 in Warschau) ist eine polnische Textildesignerin, Designerin, Malerin und Zeichnerin.

## Leben und Werk
Krystyna Wojtyna-Drouet besuchte 1942/1943 die Schule für Kunstindustrie in Krakau. Danach studierte sie bis 1953 an der Textilabteilung der Akademie Bildenden Künste Warschau Handweberei im Atelier von Eleonora Plutyńska und Wandteppiche bei Wanda Szczepanowska. Zudem besuchte sie an der Schule die Kurse bei dem Maler Marek Włodarski.
Wojtyna-Drouet war Mitglied der experimentellen Webereiwerkstätte von Warschau-Bielany. In deren progressivem Umfeld entwickelte sie ihre künstlerische Praxis weiter. Als erste Künstlerin verwendete sie bereits in den späten 1950er-Jahren Sisalfasern und Raffiabast. Diese kombinierte sie für ihre Werke mit dem traditionellen Material Wolle. Ab 1963 arbeitete sie in ihrem eigenen Atelier. Zeichnung und Malerei bilden weitere Betätigungsfelder im umfangreichen Œuvre der Künstlerin.
Krystyna Wojtyna-Drouet nahm an zahlreichen nationalen wie internationalen Ausstellungen teil, so 1962, 1969, 1971 an der Biennale internationale de la Tapisserie im Musée cantonal des Beaux-Arts de Lausanne. 1963 und 2010 erhielt sie den polnischen Auszeichnungs-Preis für Kultur und Kunst.
2017 veröffentlichte Krystyna Wojtyna-Drouet die zwei selbst illustrierte Gedichtbände Szkicownik A und Szkicownik B. 2023 wurde ihr die Gloria-Artis-Medaille für kulturelle Verdienste in Gold verliehen.
Ihre Wandteppiche befinden sich im Nationalmuseum Warschau,  im Textilmuseum in Łódź sowie in zahlreichen ausländischen Museen und in privaten Sammlungen.